# Zenarchopterus kampeni
Zenarchopterus kampeni är en fiskart som först beskrevs av Weber, 1913.  Zenarchopterus kampeni ingår i släktet Zenarchopterus och familjen Hemiramphidae. Inga underarter finns listade i Catalogue of Life.